# Ovládnutí Anglie Normany
Ovládnutí či dobytí Anglie Normany, též Normanský zábor, se datuje do roku 1066, kdy se Vilém Dobyvatel se svým vojskem vylodil na pobřeží Anglie. Jeho vítězství v bitvě u Hastingsu vyústilo v postupné ovládnutí Anglie Normany. Byla to velmi důležitá událost v anglických dějinách z několika důvodů. Normanská šlechta více spojila Anglii s kontinentální Evropou a zmenšila tak vliv vikingů. Byla vytvořena jedna z nejvlivnějších monarchií v Evropě, která ustanovila promyšlený vládní systém. Vpád ovlivnil anglický jazyk a anglickou kulturu a vytvořil základy pro rivalitu s Francií. Důležitá je i z hlediska národní hrdosti, protože to bylo poslední úspěšné nepřátelské dobytí Anglie.

## Historie

Významné události během dobývání Anglie Normany v roce 1066

### Příčiny
Když roku 1066 zemřel Eduard III. Vyznavač bez potomků, a tedy i bez přímých následníků trůnu, vzniklo mocenské vakuum s několika soupeři, kteří si činili nárok na anglický trůn. Jedním z nich byl Harald III. Hardrada, jehož nárok byl založen na dohodě předchozího panovníka Norska Magnuse I. a anglického krále Hardiknuta o tom, že pokud někdo z nich zemře bez následníka, druhý zdědí nárok na trůny Anglie i Norska. Dalším byl Vilém, vévoda z Normandie, jehož nárok byl odvozen z pokrevní příbuznosti s Ethelredem přes jeho ženu Emmu. Třetím byl hrabě z Wessexu Harold II. Godwinson, který byl zvolen anglickým králem radou mocných anglických šlechticů (Witenagemot).

### Tostig a Harold
Na jaře roku 1066 se Haroldův bratr Tostig vrátil z exilu a vylodil se s vojskem, naverbovaným ve Vlámsku, na jihovýchodě Anglie. Poté, co byl napaden Haroldovým loďstvem, stáhl se do Skotska. Král Harald Hardrada se vylodil s vojskem na severu Anglie v září roku 1066. Jeho síly, které se do Anglie dopravily na 300 lodích, čítaly asi 15 000 mužů, a když porazil severní armádu, vyrazil na York, který obsadil. K jeho silám se později připojil i Tostig se svým vojskem. Harold strávil letní období na jihu země v očekávání invaze Vilémova vojska. Poté, co se dověděl o invazi na severu, vyrazil s vojskem tam. Překvapené seveřany porazil 25. září v krvavé bitvě u Stamford Bridge. Harald Hardrada i Tostig byli v této bitvě usmrceni. Ztráty na straně Norů byly tak velké, že k návratu do své vlasti potřebovali jen 24 lodí. Vítězství stálo Angličany mnoho sil a vojáci byli vyčerpáni.

### Invaze Normanů

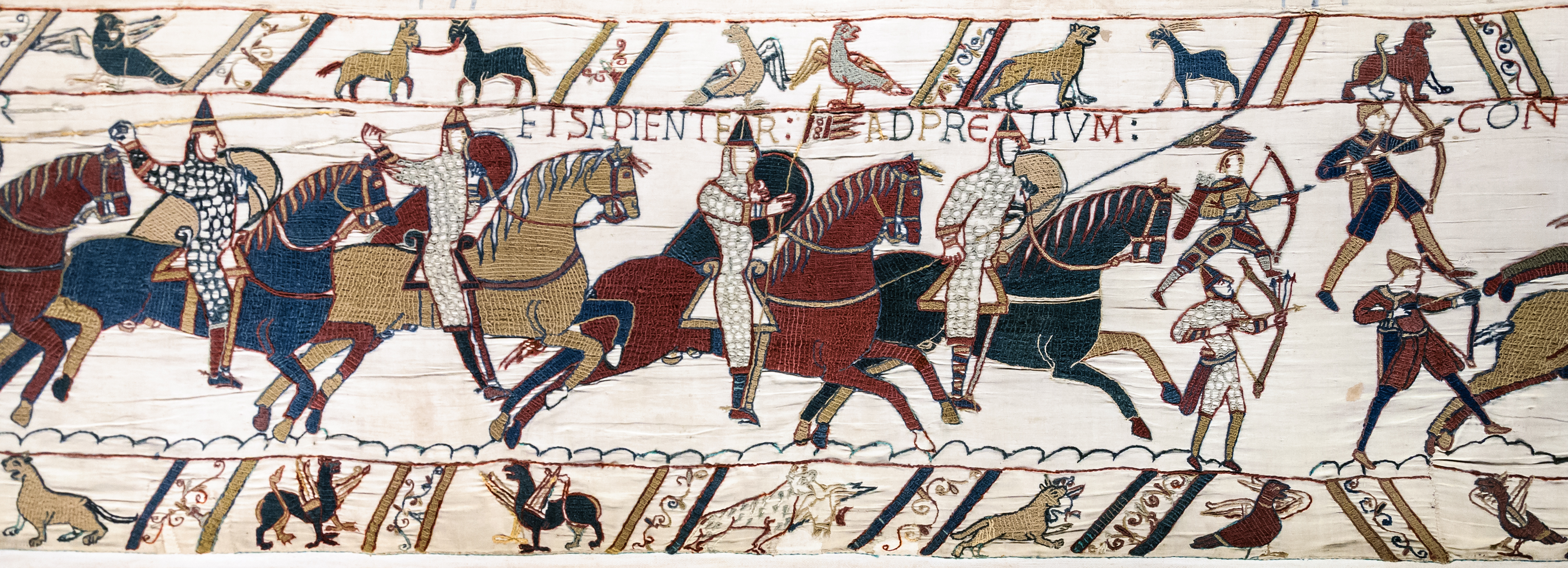
Bayeuxská tapisérie s normanskými rytíři v bitvě u Hastingsu

Vilém dorazil na jih Anglie krátce nato, co Harold porazil Nory. Jeho vojsko postavilo nedaleko Hastingsu tábor. Poté, co se dověděl o invazi Normanů, vyrazil Harold na jih jen s krátkou zastávkou v Londýně, aby sebral více vojska. Obě strany se utkaly v Bitvě u Hastingsu 14. října. Normané v této bitvě zvítězili a Harold v jejím průběhu padl.

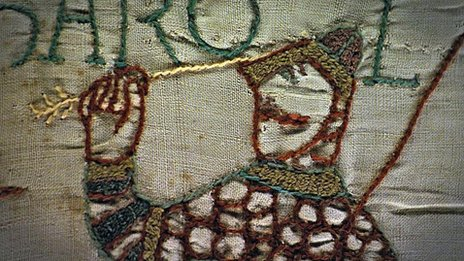
Šípem zasažený Harold Godwinson na tapisérii z Bayeux

Vilém očekával, že po tomto vítězství se mu podrobí ostatní angličtí šlechtici, ale místo toho byl radou šlechticů králem jmenován Edgar Ætheling. Byl podporován vlivnými anglickými šlechtici a také arcibiskupy canterburským a yorským. Vilém nejdříve počkal na posily a pak vyrazil přes Kent směrem na Londýn. Porazil anglické vojsko, které se s ním střetlo u Southwarku, ale nebyl schopen překonat London Bridge a musel tak vyrazit na hlavní město oklikou. Pokračovali údolím Temže na sever a překročili ji u Wallingfordu. Pro neschopnost zorganizovat odpovídající vojenskou obranu města se Edgarovi spojenci podrobili Vilémovi a ten byl 25. prosince 1066 korunován anglickým králem ve Westminsterském opatství.
Roku 1067 vzbouřenci v Kentu zaútočili na Doverský hrad, zatímco Eadric Divoký zorganizoval povstání v Mercii a zaútočili na hrad v Herefordu. V roce 1068 vznikla vzpoura v Mercii, ale byla Vilémovým překvapivým útokem rychle poražena. Tyto vzpoury vedly Viléma ke stavbě hradů a na nich nechal trvale vojenské posádky. Další vzpoury byly iniciovány vpádem Dánů v roce 1069. Po několika bitvách došlo k dohodě s jejich vůdcem Sweynem, který stáhl svá vojska pod podmínkou pravidelné platby tzv. Danegeld.

### Ovládnutí Anglie

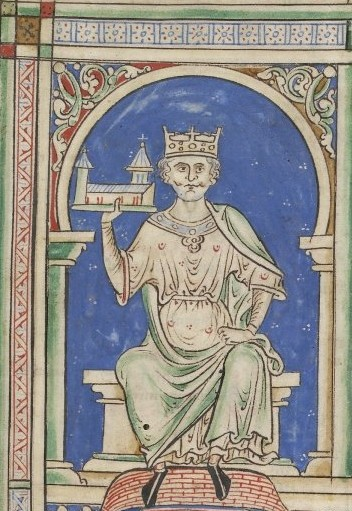
Vilém I. Dobyvatel

Poté, co dobyli Anglii a potlačili odpor, zavedli Normané mnoho změn, aby svou vládu udrželi. Počet Normanů byl daleko menší než počet původních obyvatel. Historici odhadují počet normanských rytířů na 5 000 až 8 000. Tento nepoměr překonali Normané inovací prostředků kontroly moci.
Na rozdíl od Dánů, kteří po ovládnutí země vyhlásili daně, ale ponechali vlastnictví půdy původním majitelům, Normané očekávali od Viléma za svou podporu půdu a tituly. Proto, asi poprvé v anglické historii, Vilém vyvlastnil téměř veškerou půdu v Anglii a přivlastnil si právo disponovat s ní podle své vůle. Nejdříve zabavil půdu šlechtickým rodům, jejichž členové bojovali na Haroldově straně a většinu přidělil svým soukmenovcům (ačkoli některým rodům umožnil odkoupit svou půdu a tituly zpět). Tyto konfiskace vedly ke vzpourám a pro jejich potlačení a také jako obranu proti vpádům Dánů nechal Vilém postavit po celé zemi řadu opevněných hradů s trvalou vojenskou posádkou.
I po překonání první vlny odporu upevňovali Normané svou moc například tím, že pokud zemřel vlastník půdy bez dědiců, mohl král určit dědice podle své vůle a často těmito dědici byli Normané. Tímto způsobem Vilém nahradil původní aristokracii a převzal kontrolu vyšší vrstvy společnosti. V roce 1086, kdy byla dokončena pozemková kniha, jména francouzských vlastníků dominovala.
Výrazem úspěšného převzetí vlády nad Anglií je i to, že od roku 1072 až do roku 1204, Vilém a jeho následníci trávili většinu času mimo Anglii. Například v roce 1072 strávil Vilém asi 75% času ve Francii, protože byl nucen odrážet vnitřní vzpoury a útoky zahraničních mocností, a přesto byl schopen ovládat Anglii na dálku. Důležitou podmínkou byla soudržnost Normanských šlechticů a jejich oddanost králi (podepřena darováním půdy a titulů). Vilém také dodržoval pravidlo přidělování půdy po menších celcích a to jak v Anglii, tak i ve Francii, takže pokud by chtěl některý ze šlechticů zradit, mohl by bránit v jeden okamžik pouze malou část svého vlastnictví.

## Význam

### Jazyk

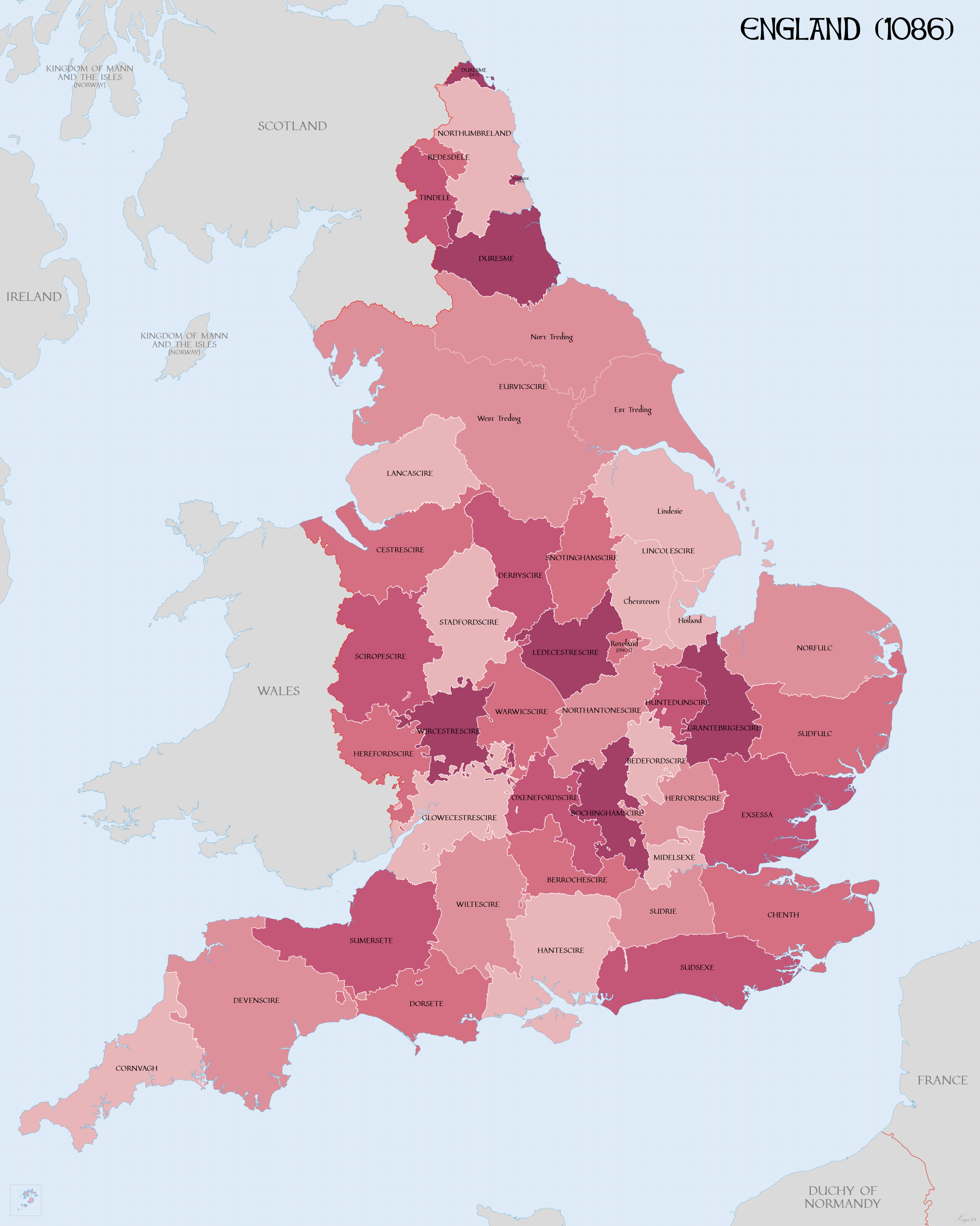
Anglická hrabství v roce 1086

Jedním z nejviditelnějších změn bylo uvádění severofrancouzského nářečí jako úředního jazyka vládnoucí třídy v Anglii. I po ztrátě vlivu Normanů si zachovala anglonormanská francouzština status prestižního jazyka asi po dobu 300 dalších let. Vliv francouzštiny je zřejmý i na současné angličtině.

### Vládní systém

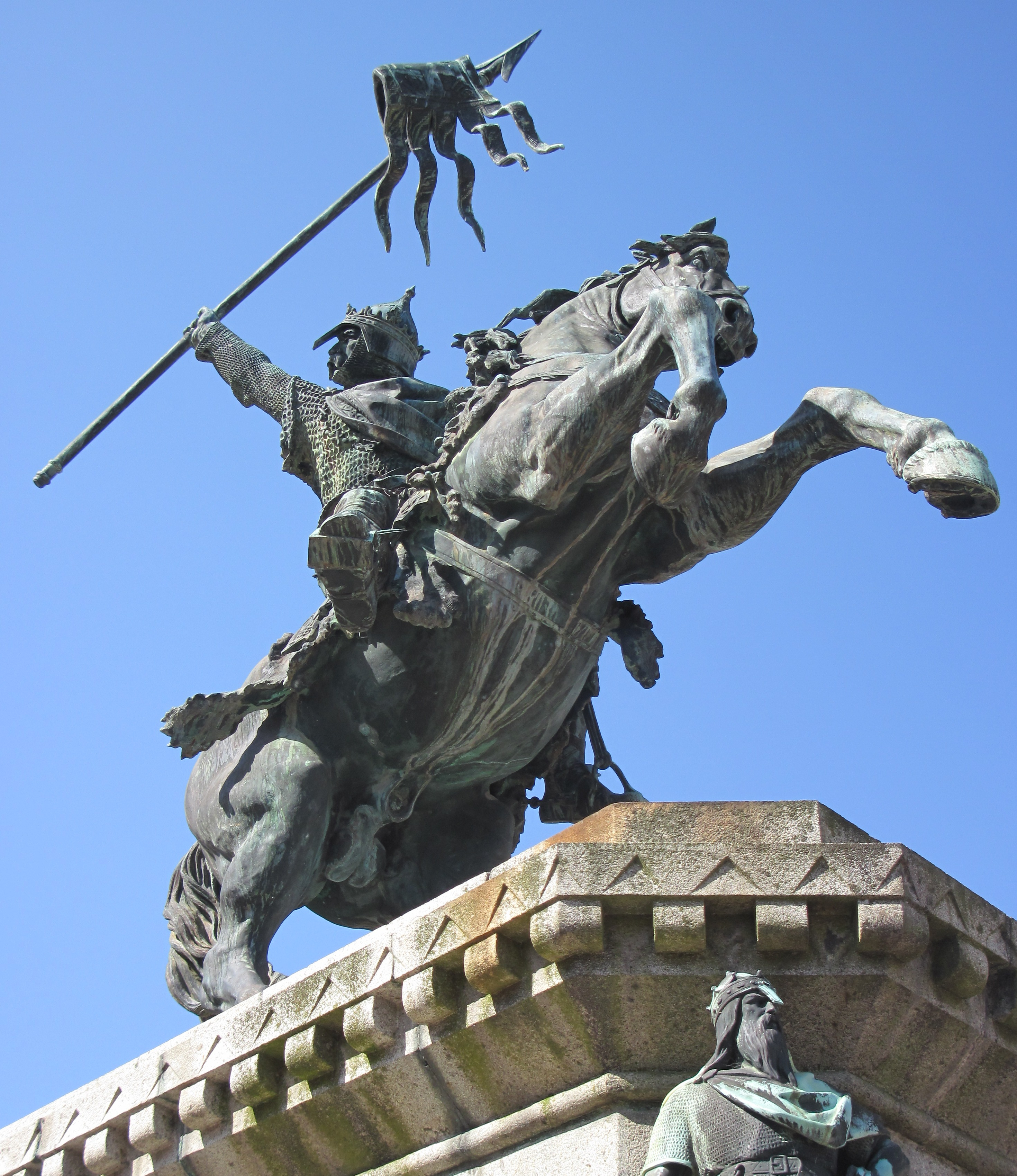
Socha Viléma Dobyvatele ve Falaise

Před invazí Normanů byl v anglosaské Anglii realizován jeden z nejpropracovanějších vládních systémů v západní Evropě. Celá Anglie byla rozdělena na administrativní celky – hrabství (shire), s přibližně stejnou velikostí, která byla spravována šerifem. Hrabství měla tendenci být samostatnými celky a jejich kontrola nebyla koordinována. Anglická správa vytvářela velké množství psané dokumentace, která podporovala efektivní vládnutí.
Angličané vyvinuli, na rozdíl od ostatních evropských středověkých států, trvalé sídlo vlády. To bylo ve Westminsteru, odkud byla spravována země a sídlil zde i archív.
Tento rozvinutý vládní systém byl Normany převzat a upevněn. Centralizovali správu jednotlivých hrabství. Pozemková kniha znamenala kodifikaci konfiskace půdy původním vlastníkům a její převod na nové normanské majitele. Dalším prostředkem bylo sčítání obyvatel, od dob Římanů poprvé provedené v rozsahu celého království. Byl postupně rozvíjen i systém účetnictví. První ministerstvo financí bylo zřízeno za vlády Jindřicha I. a od roku 1150 sídlilo ve Westminsteru.